# Municipio de Monclova (México)
El municipio de Monclova es uno de los treinta y ocho municipios en que se encuentra dividido el estado mexicano de Coahuila de Zaragoza. Monclova en conjunto con los municipios de Castaños, Frontera y San Buenaventura conforman la zona metropolitana de Monclova-Frontera con un total de 374 247 habitantes en 2020.

## Geografía

### Localización
El municipio de Monclova se ubica en el centro-este del estado de Coahuila, en las coordenadas 101°25'20" longitud oeste y 26°54 '37" latitud norte, se encuentra a una altura media de 600 metros sobre el nivel del mar.

#### Límites
El municipio limita al norte con Abasolo, al sur con Castaños, al este con Candela y al oeste con Frontera.
|                 | Norte: Abasolo |               |
| Oeste: Frontera |                | Este: Candela |
|                 | Sur: Castaños  |               |

### Superficie
El municipio tiene una superficie total de 1251.32 km², representando el 0.83 % del total de la superficie del estado.

## Demografía
En el año 2020 el municipio tenía un total de 237 951 habitantes, siendo 119 893 mujeres y 118 058 hombres.
En el municipio hay una densidad de población de 190.1 habitantes por kilómetro cuadrado.
| Gráfica de evolución de Municipio de Monclova entre 2000 y 2020 |
|                                                                 |
| Fuente: Instituto Nacional de Estadística y Geografía           |

### Localidades
En el Censo de 2020 el municipio de Monclova contaba con 110 localidades.
| Código INEGI      | Localidad         | Población (2020) |
| ----------------- | ----------------- | ---------------- |
| 050180001         | Monclova          | 237 169          |
| Otras localidades | Otras localidades | 782              |
| Total municipal   | Total municipal   | 237 951          |

## Gobierno
El municipio de Monclova se divide en 195 localidades, con cabecera municipal en la ciudad de Monclova.
El Presidente Municipal (Alcalde) es la cabeza del Ayuntamiento. El cabildo está conformado por once regidores de mayoría relativa, seis regidores de representación proporcional, un síndico de mayoría relativa y un sindico de representación proporcional.
Los regidores y síndicos están a cargo de las siguientes comisiones:
- Comisión de Hacienda, Patrimonio y Cuenta Pública
- Comisión de Planeación, Urbanismo y Obra Pública
- Comisión de Transparencia y Acceso a la Información
- Comisión de Reglamentación
- Comisión de Igualdad de Género
- Comisión de Ciencia, Tecnología e Innovación
- Comisión de Salud
- Comisión de Seguridad Pública
- Comisión de Desarrollo Económico
- Comisión de Desarrollo Social
- Comisión de Educación
- Comisión de Bienes Municipales y Asuntos Jurídicos
- Comisión de Servicios Públicos, Parques y Jardines
- Comisión de Turismo, Arte y Cultura
- Comisión de Atención Ciudadana
- Comisión de Juventud y Deporte
- Comisión del Adulto Mayor
- Comisión de Derechos Humanos
- Comisión de Ecología y Medio Ambiente

### Alcaldes de Monclova
| Nombre                                     | Período     | Partido Político |
| Luis Aguayo                                | 1937 - 1938 |                  |
| Adrián Ballesteros                         | 1939 - 1940 |                  |
| Jacinto L. González                        | 1940 - 1942 |                  |
| Juan Ortiz Rico                            | 1942 - 1945 |                  |
| Florentino Ibarra Chaires                  | 1945 - 1948 |                  |
| Federico Barrera Leza                      | 1948 - 1951 |                  |
| Jacinto Villarreal García                  | 1951 - 1952 |                  |
| Arturo Villarreal Ramos                    | 1953 - 1954 |                  |
| Teodulo Flores Calderón                    | 1954 - 1957 |                  |
| Luis C. González                           | 1957 - 1960 |                  |
| Santiago Aguirre Corona                    | 1960 - 1963 |                  |
| José E. González Ballesteros               | 1963 - 1966 |                  |
| Carlos Valdés Hernández                    | 1966 - 1969 |                  |
| Alfonso Hernández                          | 1969 - 1972 |                  |
| Policarpo Cárdenas Ramos                   | 1972 - 1975 |                  |
| José Dimas Galindo Villarreal              | 1975 - 1978 |                  |
| Carlos Alberto Páez Falcón                 | 1978 - 1981 |                  |
| César García Valdés                        | 1981 - 1984 |                  |
| Antonio José Villarreal                    | 1984 - 1987 |                  |
| César García Valdés                        | 1987 - 1988 |                  |
| Benigno Franco Coronado                    | 1988 - 1990 |                  |
| Salvador Rodolfo Martínez Cantú            | 1990 - 1993 |                  |
| Carlos Alberto Páez Falcón                 | 1993 - 1996 |                  |
| Harold Hal Pape Felan                      | 1996 - 1999 |                  |
| Fernando de la Fuente Villarreal           | 1999 - 2002 |                  |
| Jorge Williamson Bosque                    | 2002 - 2005 |                  |
| Pablo González González                    | 2005 - 2008 |                  |
| Herminia Martínez Álvarez (Interina)       | 2008 - 2009 |                  |
| Jesús Armando Castro Castro                | 2009 - 2011 |                  |
| Jimy Roger Valdez (Interino)               | 2012 - 2013 |                  |
| Gerardo García Castillo                    | 2013 - 2017 |                  |
| Jesús Alfredo Paredes López                | 2017 - 2018 |                  |
| Jesús Alfredo Paredes López                | 2018 - 2021 |                  |
| Deyna Cipriano De Maan Ricochet (Interina) | 2021 - 2021 |                  |
| Jose Manuel Bernal Sanchez                 | 2021 - 2021 |                  |
| Mario Alberto Dávila Delgado               | 2021 - 2024 |                  |
| Carlos Fernando Villarreal Pérez           | 2024 - 2027 |                  |

Conoce Coahuila / Municipios / Monclova / Cronología de los Presidentes Municipales